# Paralaophonte meinerti
Paralaophonte meinerti är en kräftdjursart som först beskrevs av Brady 1899.  Paralaophonte meinerti ingår i släktet Paralaophonte och familjen Laophontidae. Inga underarter finns listade i Catalogue of Life.